# Burgen (Bernkastel-Wittlich)
Burgen é um município da Alemanha, localizado no distrito Bernkastel-Wittlich, no estado de Renânia-Palatinado.
É membro do Verbandsgemeinde de Bernkastel-Kues.